# Lionepha
Lionepha (лат.) — род мелких жужелиц из подсемейства Trechinae. Неарктика. Около 10 видов.

## Распространение
Северная Америка, запад США: от Калифорнии до Аляски, на восток до Колорадо.

## Описание
Мелкие быстро бегающие наземные жуки, как правило, имеют металлически блестящие покровы тёмного цвета (буровато-чёрные), длиной около 5 мм (от 3 до 6 мм). Голова с параллельными фронтальными бороздами, неглубокими, не заходящими на наличник; усики короткие и толстые. Ментум с полными, более или менее треугольными эпилобами и треугольным или субтреугольным зубцом ментума. Переднеспинка с глубокими базолатеральными ямками, ограниченными снаружи сильным, сходящимся вперед валиком. Боковой край надкрылий внутри плеча не вытянут; рекуррентная бороздка короткая, предвершинная щетинка (Ed7B) свободна; дискальные щетинки надкрылий сливаются с третьей бороздкой; только первая бороздка надкрылий достигает вершины надкрылий, бороздки 6-8 отсутствуют или почти отсутствуют. Метастернальный заднегрудной отросток полностью окаймлен. Задние крылья у большинства видов полные, но диморфные у L. erasa и L. casta. Бурса самки с дорсальным микротрихиальным пятном, состоящим из плотного коричневого налета микротрихий. Хромосомы: 12 пар аутосом Lionepha, контрастируют с 11 парами у большинства Bembidion; у самцов отсутствует Y-хромосома (и поэтому у Lionepha есть XO/XX половая хромосомная система).

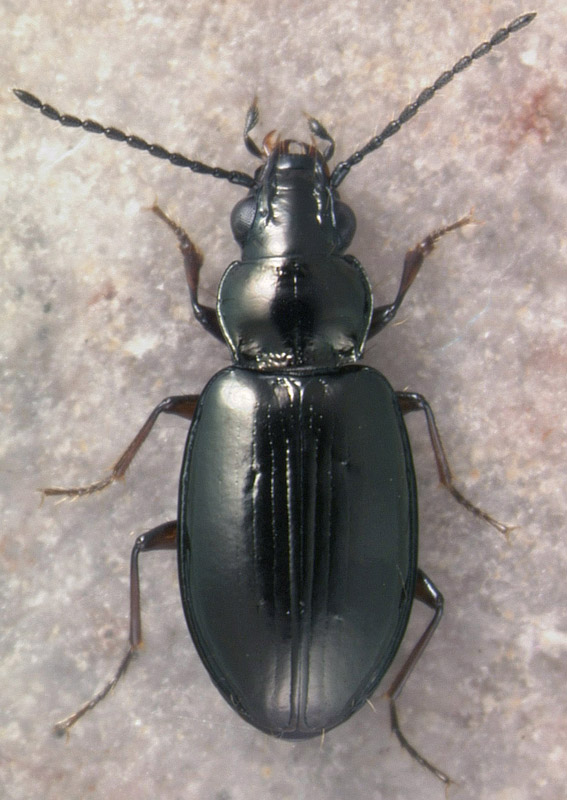
L. casta
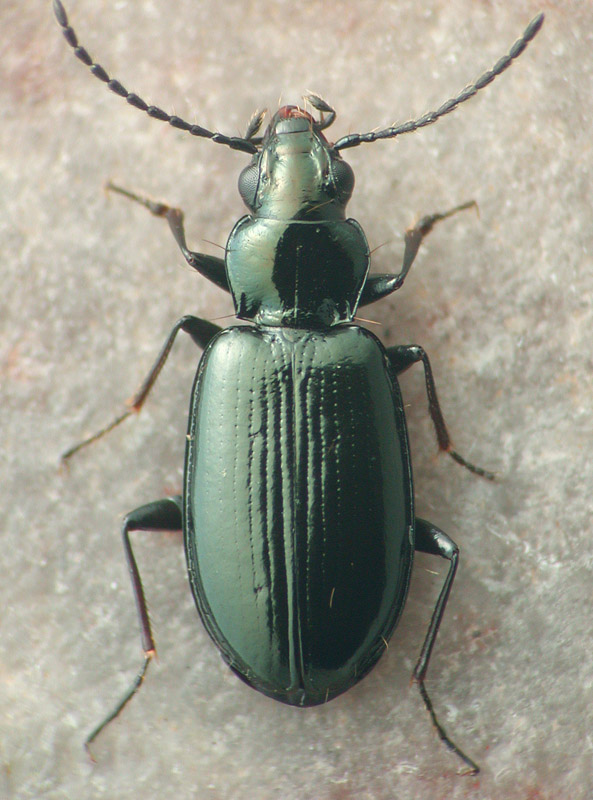
L. disjuncta

## Классификация
Около 10 видов. Ранее рассматривался в качестве подрода в составе крупнейшего рода жужелиц Bembidion из подсемейства Trechinae. В 2012 году в результате исследования ДНК таксон получил отдельный родовой статус.

### Список видов
- Lionepha australerasa Maddison et Sproul, 2020
- Lionepha casta (Casey, 1918)[4]
  - = Bembidion castum Casey, 1918
- Lionepha disjuncta (Lindroth, 1963)[5]
  - = Bembidion disjunctum Lindroth, 1963
- Lionepha erasa (LeConte, 1859)typus
  - = Bembidion erasum Leconte, 1859
  - =Lionepha lindrothella (Erwin & Kavanaugh, 1981)
  - =Lionepha lindrothellus (Erwin & Kavanaugh, 1981)
  - =Bembidion lindrothellum Erwin & Kavanaugh, 1981
  - =Bembidion chintimini Erwin & Kavanaugh, 1981
  - =Bembidion chintimini Erwin & Kavanaugh, 1981
  - =Lionepha chintimini (Erwin & Kavanaugh, 1981)
  - =Bembidion lummi Erwin & Kavanaugh, 1981
  - =Lionepha lummi (Erwin & Kavanaugh, 1981)
- Lionepha kavanaughi Maddison et Sproul, 2020
- Lionepha lindrothi Maddison et Sproul, 2020
- Lionepha osculans (Casey, 1918)
  - = Bembidion osculans Casey, 1918
- Lionepha probata (Casey, 1918)
- Lionepha pseudoerasa (Lindroth, 1963)
  - = Bembidion pseudoerasum Lindroth, 1963
- Lionepha sequoiae (Lindroth, 1963)
  - = Bembidion sequoiae Lindroth, 1963
- Lionepha tuulukwa Maddison et Sproul, 2020